# Tatra T1
Tatra T1 je najstarejši model češkoslovaških tramvajev koncepta PCC. Tramvaj je bil izdelan v petdesetih letih dvajsetega stoletja v ČKD Tatra. V proizvodnji so ga nadomestili tramvaji tipa Tatra T2.

## Konstrukcija
T1 (prvotno TI) je enosmerni štiriosni tramvaj, ki izhaja iz ameriškega koncepta PCC. Na eni strani karoserije ima tri vrata.

## Nabava tramvajev
V letih 1951 in 1958 so izdelali 287 tramvajev T1.
| Država   | Mesto          | Tip | Število tramvajev | Garažne številke | Leta dobave |
| -------- | -------------- | --- | ----------------- | ---------------- | ----------- |
| Češka    | Most-Litvinov  | T1  | 34                | 201-234          | 1957-1958   |
| Češka    | Olomuc         | T1  | 10                | 101-110          | 1957-1958   |
| Češka    | Ostrava        | T1  | 44                | 501-544          | 1955-1957   |
| Češka    | Plzen          | T1  | 33                | 101-133          | 1955-1957   |
| Češka    | Praga          | T1  | 133               | 5001-5133        | 1951-1956   |
| Poljska  | Varšava        | T1  | 2                 | 501, 502         | 1955        |
| Rusija   | Rostov na Donu | T1  | 20                | 301-320          | 1957        |
| Slovaška | Košice         | T1  | 11                | 201-211          | 1956-1958   |

## Zgodovinska vozila
| Mesto   | Podjetje | Garažna številka | Spremembe |
| ------- | -------- | ---------------- | --------- |
| Brno    | TMB      | 5064             | ex Praga  |
| Praga   | DPP      | 5001, 5002       |           |
| Plzeň   | PMDP     | 121              |           |
| Ostrava | DPO      | 528              |           |
| Košice  | DPMK     | 203              |           |